# Pi-ton
Um π-ton, na física da matéria condensada, é uma quase-partícula  consiste em dois elétrons e dois orifícios. Dados experimentais obtidos com o material titanato de samário já parecem apontar para o pi-ton; no entanto, são necessárias experiências adicionais com fótons e nêutrons para fornecer clareza.

## Etimologia
O nome pi-ton vem do fato de que os dois elétrons e os dois orifícios são mantidos juntos por flutuações de densidade de carga ou flutuações de rotação que sempre invertem seu caráter em 180 graus de um ponto da rede do cristal para o próximo - ou seja, por um ângulo de pi, medido em radianos.